# Râul Pescaru, Furu
Râul Pescaru este un curs de apă, afluent al Furu.  